# Сен-Жульєн-д'Ентр
Сен-Жульєн-д'Ентр (фр. Saint-Julien-d'Intres) — муніципалітет у Франції, у регіоні Овернь-Рона-Альпи, департамент Ардеш. Сен-Жульєн-д'Ентр утворено 1 січня 2019 року шляхом злиття муніципалітетів Ентр i Сен-Жульєн-Бутьєр. Адміністративним центром муніципалітету є Ентр. Населення — 308 осіб (01.01.2021).